# Kinderbuchverlag Berlin
Der Kinderbuchverlag Berlin war ein deutscher Verlag mit Sitz in Ost-Berlin.

## Geschichte bis 1989
Der Verlag wurde 1949 zum 1. Juni, dem Internationalen Kindertag, auf Anraten der Sowjetischen Militäradministration in Deutschland (SMAD) vom Parteivorstand der Sozialistischen Einheitspartei Deutschlands (SED) in Ost-Berlin gegründet und der im Jahr zuvor gegründeten Pionierorganisation Ernst Thälmann unterstellt. Eigentümerin blieb jedoch, ohne dass die Mitarbeiter davon wussten, die SED.  Der Verlagssitz war Behrenstraße 40/41 in 1080 Berlin; das Gebäude wurde 1963 an die SED überschrieben.
Den Auftrag, den Verlag aufzubauen, erhielt der damalige Leiter der Abteilung Erwachsenenbildung im Verlag Volk und Wissen, Günther Schmidt. Von 1949 bis zu seinem Ruhestand 1975 war er Direktor des Kinderbuchverlages. Hier erschien die weit überwiegende Mehrheit aller DDR-Kinderbücher, die oft Preise als Schönste Bücher der DDR erhielten. Im Kinderbuchverlag erschienen u. a. die „Goldene Reihe“ und vier Titel der Mathematischen Schülerbücherei. Von 1954 bis 1960 wurde zudem die Kinderzeitschrift Unser Robinson herausgegeben.
Der Verlag edierte auch eine Buchreihe Kinder-Kunstbuch mit Bildern von Künstlerinnen und Künstlern der DDR, darunter Bernd Günther, Herta Günther, Walter Herzog, Arno Mohr und Lothar Sell. Jeweils 200 Exemplare der Auflage hatten eine Originalgrafik als Beilage. Die Typografie und die Schutzumschläge schuf Horst Wendland (* 1934).
Mehrere andere Verlage wurden im Lauf der Jahre mit dem Verlag fusioniert:
- 1963 der Alfred Holz Verlag, ab 1974 weitergeführt als Edition Holz,
- 1975 der Karl Nitzsche Verlag, weitergeführt als Imprint (Bilderbücher bis acht Jahre),
- 1994 der Postreiter Verlag Halle.

### Vom Verlag vergebene Preise
Der Kinderbuchverlag vergab in der DDR mehrere Preise:
- Hans-Baltzer-Preis für Illustratoren (ab 1975)
- Edwin-Hoernle-Preis für Kritiker und Literaturwissenschaftler (ab 1976)
- Preis für populärwissenschaftliche Kinderliteratur (ab 1978)
- Sally-Bleistift-Preis für jüngere und neuere begabte Autoren (ab 1977)
- Plakette „Das Rote Flügelpferd“ für Verdienste um die sozialistischen Kinderliteratur (ab 1982)

## Nach der Wende
Nach der Wende in der DDR wurde der Verlag in eine GmbH umgewandelt und stark verkleinert, wobei die Treuhandanstalt nacheinander drei erfolglose Geschäftsführer anstellte. Einige leitende Mitarbeiter erarbeiteten ein Management-Buy-out-Konzept, das von der Treuhand abgelehnt wurde. Die Cheflektorin Katrin Pieper tat sich daraufhin mit dem Auslieferer LKG zusammen und gründete den LeiV Leipziger Kinderbuchverlag. 1992 verkaufte der Treuhand-Anwalt Karsten Völker den Kinderbuchverlag an die Münchner Meisinger-Verlagsgruppe (Meisinger, Middelhauve, Sellier u. a.) und führte ihn als Geschäftsführer als Imprint unter dem Namen Der Kinderbuch-Verlag Berlin weiter. 2002 wurde der Verlag von Beltz & Gelberg übernommen (unter dem Imprint Der KinderbuchVerlag). Ein Teil der ehemaligen Backlist wird vom LeiV Leipziger Kinderbuchverlag weiter verlegt.

## Autoren und Illustratoren (Auswahl)
Illustratoren und Illustratorinnen
- Horst Bartsch
- Johannes Breitmeier
- Linde Detlefsen
- Karl-Heinz Döring
- Heinz Ebel
- Karl Fischer
- Waltraut Fischer
- Rainer Flieger
- Hildegard Gerbeth
- Konrad Golz
- Roswitha Grüttner
- Erich Gürtzig
- Inge Gürtzig
- Uwe Häntsch
- Günter Hain
- Heinz Handschick
- Dieter Heidenreich
- Egbert Herfurth
- Ernst Jazdzewski
- Renate Jessel
- Gitta Kettner
- Erika Klein
- Dagmar Kunze-Lüllwitz
- Burckhard Labowski
- Gerhard Lahr
- Siegfried Linke
- Nikos Manoussis
- Peter Muzeniek
- Peter Nagengast
- Johannes K. G. Niedlich
- Rudolf Peschel
- Norbert Pohl
- Gerhard Preuß
- Ilse Raddatz-Unterstein
- Gisela Röder
- Leonie Roehricht
- Eva-Johanna Rubin
- Werner Schinko
- Thomas Schleusing
- Regine Schulz
- Hannelore Teutsch
- Hans Ticha
- Heiner Vogel
- Alfred Will
- Gertrud Zucker

Autoren und Autorinnen
- Peter Abraham
- Hans Bentzien
- Edith Bergner
- Klaus Beuchler
- Ottokar Domma
- Klaus Ensikat
- Franz Fühmann
- Arkadi Gaidar
- Anne Geelhaar
- Kaspar Germann
- Klaus Götze
- Gerhard Goßmann
- Lea Grundig
- Peter Hacks
- Wolfgang Held
- Gerhard Holtz-Baumert
- Hannes Hüttner
- Erich Kästner
- Uwe Kant
- Kurt Kauter
- Rosel Klein
- Werner Klemke
- Christa Kożik
- Barbara Krause
- Werner Lindemann
- Astrid Lindgren
- Hans-Ulrich Lüdemann
- Mathis Mathisen
- Hans Mau
- Willi Meinck
- Ingeborg Meyer-Rey
- Arno Mohr
- Karl Neumann
- Benno Pludra
- Gert Prokop
- Fred Rodrian (1975–1985 Verlagsdirektor)
- Martin Selber
- Elizabeth Shaw
- Waldemar Spender
- Wolf Spillner
- Erwin Strittmatter
- Eva Strittmatter
- Volker Wendt
- Alex Wedding
- Hannelore Wegener
- Liselotte Welskopf-Henrich
- Franz Zauleck
- Wolfgang Zeiske

## Buchreihen
- ABC Ich kann lesen[3]
- Alex Taschenbücher[4]
- Die kleinen Trompeterbücher
- Mein kleines Lexikon
- Pionierkalender
- Regenbogenreihe
- Robinsons billige Bücher
- Die Zaubertruhe. Ein Almanach für junge Mädchen.